# Aeroportul Regional Lawton–Fort Sill
Aeroportul Regional Lawton–Fort Sill (IATA: LAW, ICAO: KLAW, FAA LID: LAW) este un aeroport din Oklahoma, Statele Unite ale Americii ce deservește zona Lawton⁠(d). Aeroportul a fost tranzitat în 2019 de 104.820 de pasageri. A fost numit după zona deservită.
Situat la o altitudine de 338 m, aeroportul dispune de 1 pistă.

## Infrastructură

### Piste
Aeroportul dispune de o singură pistă. Pista 17/35 are suprafața de beton și dimensiunile 8.599 picioare × 150 picioare. 